# 比尤納維斯塔 (印第安納州富蘭克林縣)
比尤納維斯塔（英語：Buena Vista）是位於美國印第安納州富蘭克林縣的一個非建制地區。該地的面積和人口皆未知。